# 1728 (số)
1728 (một nghìn bảy trăm hai mươi tám) là một số tự nhiên ngay sau 1727 và ngay trước 1729.